# アンダーソン・ヴァレジャオ
アンダーソン・ヴァレジャオ（Anderson Varejão）ことアンデルソン・フランサ・ヴァレジャン（ポルトガル語: Anderson França Varejão,英語: Anderson Franca Varejao、 1982年9月28日 - )は、ブラジルの元プロバスケットボール選手。NBAのクリーブランド・キャバリアーズなどに所属していた。エスピリトサント州サンタテレサの出身。ポジションはパワーフォワード/センター。

## 経歴

### NBA

#### クリーブランド・キャバリアーズ
地元のクラブでプロデビューし、FCバルセロナでユーロリーグ優勝を経験したヴァレジャオは、2004年のNBAドラフトにて2巡目全体30位指名でオーランド・マジックから指名され、7月23日にドリュー・グッデン、スティーブン・ハンターとともにトニー・バティ、翌ドラフトの選択権とのトレードでクリーブランド・キャバリアーズに入団した。
ヴァレジャオは、リバウンドやルーズボールをデニス・ロッドマンのように積極的に絡み、ボールへの執着心を見せ観客を興奮させ人気を獲得した。スティールやオフェンスファウルを獲ることにも積極的である
ルーキーのシーズンでは平均14分の出場時間でしかなかったが、1.58という高いターンオーバーレシオをマークした。

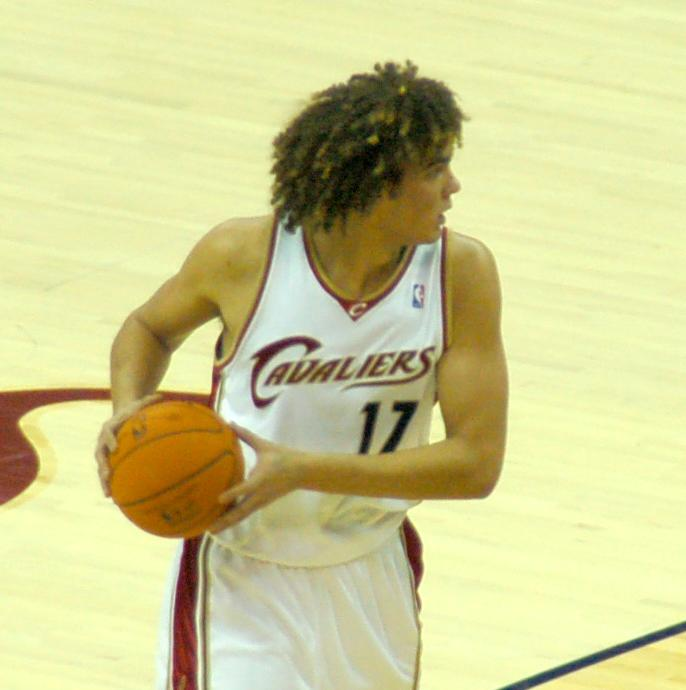
2006年のヴァレジャオ

2006年のプレーオフではデトロイト・ピストンズとの第4戦で48分に11.7リバウンドを獲得し、キャバリアーズの勝利に大いに貢献した。
2014-15シーズンの開幕前に、キャブスとの3年総額3,000万ドルの延長契約を結んだものの、12月23日のミネソタ・ティンバーウルブズ戦で、左足アキレス腱を断裂する重傷を負うなど、ここ数年は怪我に悩まされており、ここ4シーズンで150試合以上の欠場を余儀無くされた。

#### ゴールデンステート・ウォリアーズ
2015-16シーズンまでNBA入り以来12年間一途にキャバリアーズに所属していたが、前述のアキレス腱断裂以降精彩を欠き、2016年2月18日にポートランド・トレイルブレイザーズに放出され、その日の内に解雇された。2月20日にゴールデンステート・ウォリアーズと契約。ウォリアーズに所属しているリアンドロ・バルボサとのブラジル人コンビとなった。ブラジル人コンビはトロント・ラプターズのブルーノ・カボクロとルーカス・ノゲイラ以降NBA史上2組目となった。チームは2年連続でNBAファイナルに勝ち進み、ヴァレジャオは今度はウォリアーズの一員として古巣キャバリアーズとの対決に挑んだ。ウォリアーズは3勝1敗から3連敗を喫し連覇達成とはならず、ヴァレジャオは皮肉な形で古巣の優勝を見届けるしかなかった。レギュラーシーズン後半でキャバリアーズから放出されたため、ヴァレジャオにはキャバリアーズの優勝リングをもらう権利があったが、ウォリアーズの一員としてプレーしシーズンを終えたのでリングをもらうつもりはないと明言した（キャバリアーズ側も本人から要望がない限り授与する意向はないとしている）。
2016年7月14日、ウォリアーズと最低保証額で再契約したが、2017年2月3日に解雇された。因みにウォリアーズは2014-15シーズンに続くNBAチャンピオンに就いたことで、ヴァレジャオは2年連続でチャンピオンチームからシーズン途中で放出された選手となってしまった。
シーズン終了後、ウォリアーズはチーム内投票によってバレジャオにリングを贈呈することを決定し本人も了承。初の優勝リング授与となるが、バレジャオは”優勝時にロスター登録されていなかったので厳密には優勝を経験しておらず、優勝メンバーでもない”というのが現状である。

#### キャバリアーズ復帰
2018年以降は母国リーグでプレーしていたが、2021年5月4日にキャバリアーズと10日間契約を結び、38歳にしてNBAに電撃復帰。その後2度目の10日間契約を経て現役を引退した。

## 世界選手権
ヴァレジャオは2006年に日本で行われたバスケットボール世界選手権ではブラジル代表としてプレーをしていた。
8月23日に行われた対ギリシャ戦では、激しいコンタクトプレーで相手のポイントガードのニコラス・ジシスの顎を折ってしまう怪我を負わせ物議を醸した。

## プレースタイル
ディフェンスでの評価が高く、数字に残らない泥臭いプレーをひたすらこなすタイプである。そんなヴァレジャオの最大の得意技がテイクチャージ（相手のオフェンスコースに入りチャージングを取ること）で、ポジショニングの良さと演技力はNBA随一と言える。2011年4月にNBA選手152人に対して行われたアンケートでは22％の票を集め、No.1フロッパー（接触の際に故意に倒れるのがうまい選手）に選ばれている。ハッスルプレーが売り物であり、独特のカーリーヘアーの髪型を揺らしてボールに対して突進する。そのファイトプレーは時としてチームメイトやファンの気持ちを大いに盛り上げ、試合の流れを変えてしまう人気のある選手である。

## 個人成績

### NBA

#### レギュラーシーズン
| シーズン | チーム | GP  | GS  | MPG  | FG%  | 3P%  | FT%  | RPG  | APG | SPG | BPG | PPG  |
| -------- | ------ | --- | --- | ---- | ---- | ---- | ---- | ---- | --- | --- | --- | ---- |
| 2004–05  | CLE    | 54  | 0   | 16.0 | .513 | .000 | .535 | 4.8  | .5  | .8  | .7  | 4.9  |
| 2005–06  | CLE    | 48  | 4   | 15.8 | .527 | .000 | .513 | 4.9  | .4  | .6  | .4  | 4.6  |
| 2006–07  | CLE    | 81  | 6   | 23.9 | .476 | .000 | .616 | 6.7  | .9  | .9  | .6  | 6.8  |
| 2007–08  | CLE    | 48  | 13  | 27.5 | .461 | .000 | .598 | 8.3  | 1.1 | .8  | .5  | 6.7  |
| 2008–09  | CLE    | 81  | 42  | 28.5 | .536 | .000 | .616 | 7.2  | 1.0 | .9  | .8  | 8.6  |
| 2009–10  | CLE    | 76  | 7   | 28.5 | .572 | .200 | .663 | 7.6  | 1.1 | .9  | .9  | 8.6  |
| 2010–11  | CLE    | 31  | 31  | 32.1 | .528 | .000 | .667 | 9.7  | 1.5 | .9  | 1.2 | 9.1  |
| 2011–12  | CLE    | 25  | 25  | 31.4 | .514 | .000 | .672 | 11.5 | 1.7 | 1.4 | .7  | 10.8 |
| 2012–13  | CLE    | 25  | 25  | 36.0 | .478 | .000 | .755 | 14.4 | 3.4 | 1.5 | .6  | 14.1 |
| 2013–14  | CLE    | 65  | 29  | 27.7 | .495 | .000 | .681 | 9.7  | 2.2 | 1.1 | .6  | 8.4  |
| 2014–15  | CLE    | 26  | 26  | 24.5 | .555 | .000 | .733 | 6.5  | 1.3 | 1.1 | .6  | 9.8  |
| 2015–16  | CLE    | 31  | 0   | 10.0 | .421 | .000 | .762 | 2.9  | .6  | .4  | .2  | 2.6  |
| 2015–16  | GSW    | 22  | 0   | 8.5  | .438 | ---  | .552 | 2.3  | .7  | .2  | .2  | 2.6  |
| 2016–17  | GSW    | 14  | 1   | 6.6  | .357 | ---  | .727 | 1.9  | .7  | .2  | .2  | 1.3  |
| 2020–21  | CLE    | 5   | 0   | 7.2  | .250 | .000 | .556 | 4.0  | .6  | 0   | .4  | 2.6  |
| 通算     | 通算   | 632 | 209 | 23.9 | .509 | .023 | .630 | 7.2  | 1.2 | .8  | .6  | 7.2  |

#### プレーオフ
| シーズン | チーム | GP | GS | MPG  | FG%  | 3P%  | FT%  | RPG | APG | SPG | BPG | PPG |
| -------- | ------ | -- | -- | ---- | ---- | ---- | ---- | --- | --- | --- | --- | --- |
| 2006     | CLE    | 13 | 0  | 18.3 | .620 | ---  | .703 | 4.5 | .2  | .7  | .2  | 6.8 |
| 2007     | CLE    | 20 | 0  | 22.4 | .511 | .000 | .563 | 6.0 | .6  | 1.0 | .6  | 6.0 |
| 2008     | CLE    | 13 | 0  | 18.5 | .407 | ---  | .429 | 5.2 | .7  | .6  | .1  | 4.1 |
| 2009     | CLE    | 14 | 14 | 30.0 | .500 | ---  | .682 | 6.4 | .6  | 1.3 | 1.1 | 6.9 |
| 2010     | CLE    | 11 | 0  | 23.2 | .417 | .000 | .742 | 6.5 | .6  | 1.0 | .8  | 5.7 |
| 2016     | GSW    | 17 | 0  | 5.5  | .357 | ---  | .526 | 1.2 | .8  | .1  | .1  | 1.2 |
| 通算     | 通算   | 88 | 14 | 19.2 | .488 | .000 | .618 | 4.8 | .6  | .5  | .8  | 5.0 |

## その他
- 2006年2月21日にホームゲームで「ヴァレジャオの日」が設けられ、ファンが皆ヴァレジャオを模したカツラをかぶって応援した。20,562人がカツラをかぶり、ギネスブックに「一会場で最も多くカツラをかぶった人数」の最高記録として登録された。
- NBAファイナルに進出する2チームの両方に同一シーズン中に所属しプレーしていたことがあるのはヴァレジャオが史上初である（2015-16シーズン、キャバリアーズとウォリアーズ）。

## 参照
1. ↑  Cavs Trade Anderson Varejao To Blazers In Deal With Magic For Channing Frye
2. ↑  Anderson Varejao has no plans to accept the championship ring from time with Cavs
3. ↑  Warriors Close To Deal With Anderson Varejao
4. ↑  Golden State waive Anderson Varejao
5. ↑  “Cavaliers Sign Anderson Varejão to 10-Day Contract”.   Cleveland Cavaliers (2021年5月4日). 2021年11月4日閲覧。
6. ↑  FIBA世界選手権観戦記 August 25, 2006
7. ↑  Players call Varejao NBA's biggest flopper (2011年4月)